# Forssan Lehti
Forssan Lehti är ett lokalblad för sydvästra Tavastland som utkommer i Forssa sedan 1918.
Tidningen har varit oavhängig sedan starten och blev sexdagars 1960. Dess grundare och förste chefredaktör (1917–1928 och 1931–1934) var Esko Aaltonen, sedermera professor i sociologi vid Åbo universitet, som genom sin starka hembygdskänsla bidrog till att landsändan började uppfattas som ett separat landskap. Upplagan var 2009 omkring 13 650 exemplar.